# ستیراد بناچک
ستیراد بناچک (اسلواکی: Ctirad Benáček; ۸ سپتامبر ۱۹۲۴ – ۱ دسامبر ۱۹۹۹) بازیکن بسکتبال اهل چکسلواکی بود. وی در بازی‌های المپیک تابستانی ۱۹۴۸ شرکت کرده‌است.